# مدی بری
مدی بری (فرانسوی: Mady Berry‎؛ ۱۴ اکتبر ۱۸۸۷ – ۱۸ ژانویه ۱۹۶۵) هنرپیشه اهل فرانسه بود.
از فیلم‌ها یا برنامه‌های تلویزیونی که وی در آنها نقش داشته‌است می‌توان به روز برمی‌آید، گرگ‌ومیش و راسپوتین اشاره کرد.